# Ashanti Alston
Ashanti Alston Omowali (1954)  est un activiste anarchiste, conférencier et écrivain, ancien membre du Black Panther Party.
Il est l'une des figures de proue du Black anarchism (« anarchisme afro-américain »).

## Biographie
Il a treize ans lorsque éclatent les émeutes raciales, en juillet 1967 (1967 Plainfield riots (en)), dans sa ville natale de Plainfield (New Jersey).
Ancien membre du Black Panther Party et de la Black Liberation Army, il se définit toujours  lui-même comme une panthère noire, et parfois comme « the @narchist Panther » (la panthère anarchiste), un terme qu'il a inventé dans sa série « @narchist Panther Zine ».
C'est en prison, notamment par ses lectures libertaires, qu'il découvre l'anarchisme.
Ancien coordinateur local du Critical Resistance, association américaine qui se donne pour objectif de « démanteler le complexe industriel carcéral », il est toujours actif dans le mouvement pour la libération des « prisonniers politiques » aux États-Unis.
Il est également membre de l'Institute for Anarchist Studies (en) (Institut des études anarchistes).

## Pamphlets
- (en) Beyond nationalism, but not without it, Anarchist Panther Zine #1, octobre 1999, [lire en ligne].
- (en) Childhood & The Psychological Dimension of Revolution, éd. The Projects Collective

- (en) Black Anarchism (2003), Robert Graham, Anarchism : A Documentary History of Libertarian Ideas, Volume trois, The New Anarchism (1974-2012), Montréal/New-York/London, Black Rose Book, 2012, extraits en ligne.